# 宮下今日子
宮下 今日子（みやした きょうこ、1975年8月14日 - ）は、日本の女優。東京都出身。吉住モータース所属。
身長173cm。
夫は俳優で、タレントの八嶋智人。

## 出演

### テレビドラマ
- やまとなでしこ（2000年、フジテレビ） - ブティック店員 役
- 金曜エンタテイメント「えなりかずきの少年探偵 事件でござる1」（2002年、フジテレビ） - 姫野ゆきみ 役
- 株式会社o-daiba.com美少女IT戦士リアルシスターズ（2001年、フジテレビ） - マリコ様 役
- 美少女戦士セーラームーン 第8話「レイとお父さん」（2003年11月22日、中部日本放送） - 秘書・村田 役
- ウルトラQ dark fantasy 第21話「夜霧よ、今夜も…」（2004年8月24日、テレビ東京） - 秘書風の女（第二惑星人）[1]
- 相棒 Season 4 第11話「汚れある悪戯」（2006年1月1日、テレビ朝日 / 東映）
- 奥様は、取り扱い注意（2017年、日本テレビ） - 河野佳子 役
- さよならマエストロ〜父と私のアパッシオナート〜 第6話（2024年2月18日、TBS） - 真紀（倉科瑠李の母） 役[2]
- 不適切にもほどがある! 第8話（2024年3月15日、TBS） - ポッキー 役[3]
- 宙わたる教室 第3話（2024年10月22日、NHK総合） - 名取佳乃 役[4]

### 映画
- 一遍上人（2012年、カエルカフェ） - 超一 役
- SUNNY 強い気持ち・強い愛（2018年） - 奈々の継母 役
- 若武者（2024年） - 美智子 役[5]

### 舞台
- Theatre劇団子第17回公演「君とボク」（2006年5月19日 - 22日、紀伊國屋ホール）
- もっかい！に！「ママと僕たち〜おべんきょイヤイヤBABYS〜」（2015年2月21日 - 3月1日、AiiA Theatre Tokyo）
- 青蛾館 男装音楽劇「くるみ割り人形」（2016年3月25日 - 3月31日、東京芸術劇場シアターウエスト）
- M&Oplaysプロデュース『流山ブルーバード』（2017年12月8日 - 12月27日、本多劇場 / 2018年公演予定 島根、大阪、広島、静岡、東京・大田区）
- COCOON PRODUCTION 2022「広島ジャンゴ 2022」（2022年4月5日 - 30日、東京・Bunkamura シアターコクーン / 5月6日 - 16日、大阪・森ノ宮ピロティホール）[6]
- レイディマクベス（2023年10月1日 - 11月12日、よみうり大手町ホール） - レノックス役[7]
- イデビアン・クルー「バウンス」（2025年2月21日 - 23日、世田谷パブリックシアター）[8]
- ほぐすとからむ（2025年8月3日 - 11日〈予定〉、彩の国さいたま芸術劇場 小ホール）[9]